# Mathilde van den Brink
Pour les articles homonymes, voir van den Brink.
Mathilde Maria van den Brink, née le 4 février 1941 à Utrecht et morte le 22 août 2023 dans la même ville,, est une femme politique néerlandaise.
Membre du Parti travailliste, elle siège au Parlement européen de 1989 à 1994. Elle est bourgmestre de Gieten de 1980 à 1986 et d'Uitgeest de 1996 à 1999.